# 浙闽新木姜子
浙闽新木姜子（学名：Neolitsea aurata var. undulatula）为樟科新木姜子属下的一个变种。